# Acacia catharinensis
Acacia catharinensis là một loài thực vật có hoa trong họ Đậu. Loài này được O.M.Barth & Yonesh. miêu tả khoa học đầu tiên.